# Bahattin Sofuoğlu (Rennfahrer, 2003)
Bahattin Sofuoğlu (* 19. August 2003 in Adapazarı) ist ein türkischer Motorradrennfahrer. Er ist ein Neffe zweiten Grades des fünffachen Supersport-Weltmeisters Kenan Sofuoğlu – Bahattins Großvater väterlicherseits ist der ältere Bruder von Kenans verstorbenen Vater – und wurde nach Kenans Bruder benannt, welcher 2002 tödlich verunglückt war.

## Statistik

### In der Supersport-Weltmeisterschaft
(Stand: 3. Juli 2024)
| Saison | Team                        | Motorrad            | Rennen | Rennen | Siege | Zweiter | Dritter | Poles | Schn. Runden | Schn. Runden | Punkte | Punkte | Ergebnis |
| ------ | --------------------------- | ------------------- | ------ | ------ | ----- | ------- | ------- | ----- | ------------ | ------------ | ------ | ------ | -------- |
| 2022   | MV Agusta Reparto Corse     | MV Agusta F3 800 RR | 17     | 17     | –     | –       | –       | –     | –            | –            | 72     | 72     | 14.      |
| 2023   | MV Agusta Reparto Corse     | MV Agusta F3 800 RR | 24     | 24     | 1     | –       | 3       | –     | 1            | 1            | 168    | 168    | 6.       |
| 2024   | MV Agusta Reparto Corse     | MV Agusta F3 800 RR | 18     | 22     | –     | –       | –       | –     | 1            | 1            | 82     | 103    | 12.      |
| 2024   | Yamaha Thailand Racing Team | Yamaha YZF-R 6      | 4      | 22     | –     | –       | –       | –     | –            | 1            | 21     | 103    | 12.      |
| Gesamt | Gesamt                      | Gesamt              | 63     | 63     | 1     | 0       | 3       | 0     | 2            | 2            | 344    | 344    |          |

### In der Supersport-300-Weltmeisterschaft
| Saison | Team                           | Motorrad           | Rennen | Siege | Zweiter | Dritter | Poles | Schn. Runden | Punkte | Ergebnis |
| ------ | ------------------------------ | ------------------ | ------ | ----- | ------- | ------- | ----- | ------------ | ------ | -------- |
| 2018   | Team Trasimeno                 | Yamaha YZF-R3      | 1      | –     | –       | –       | –     | –            | 0      | 41.      |
| 2019   | Turkish Puccetti Racing by TSM | Kawasaki Ninja 400 | 3      | –     | –       | –       | –     | –            | 0      | 54.      |
| 2020   | Biblion Motoxracing Yamaha     | Yamaha YZF-R3      | 14     | 2     | –       | 2       | 1     | 1            | 143    | 3.       |
| 2021   | Biblion Motoxracing Yamaha     | Yamaha YZF-R3      | 16     | 2     | 1       | 1       | 1     | –            | 131    | 6.       |
| Gesamt | Gesamt                         | Gesamt             | 34     | 4     | 1       | 3       | 2     | 1            | 274    |          |